# Mezinárodní letiště Ál Maktúma
Mezinárodní letiště Ál Maktúma (IATA: DWC, ICAO: OMDW) je mezinárodní letiště u Dubaje, hlavního města stejnojmenného emirátu ve Spojených arabských emirátech. Nalézá se na území města Džabal Alí přibližně čtyřicet kilometrů jižně od centra Dubaje a je pojmenováno k poctě Maktúma bin Rášida Ál Maktúma, který byl emírem dubajského emirátu v letech 1990–2006.
Zatím jediná vzletová a přistávací dráha byla dokončena v roce 2007. Od roku 2010 je letiště otevřeno pro nákladní provoz, od roku 2013 i pro osobní.

## Plány na rozšíření
Dne 28. dubna 2024 společnost Emirates oznámila, že vládce Dubaje šejk Mohammed bin Rášid Ál Maktúm schválil zásadní rozšíření mezinárodního letiště Ál Maktúma a výstavbu nového terminálu pro cestující. Po dokončení má být letiště největší na světě, zhruba pětkrát větší než stávající mezinárodní letiště v Dubaji, s kapacitou až pro 260 milionů cestujících. Podle plánů má letiště zahrnovat pět paralelních vzletových a přistávacích drah a 400 bran pro letadla. Do roku 2035 se očekává, že na nové letiště budou převedeny všechny provozy společností Emirates a Flydubai.